# 潘泰维尔
潘泰维尔（法語：Pinterville，法語發音：[pɛ̃tɛʁvil]）是法国厄尔省的一个市镇，位于该省中部偏东北，属于莱桑德利区。

## 地理
潘泰维尔（49°11'28"N, 1°10'33"E）面积5.93 平方千米，位于法国诺曼底大区厄尔省，该省份为法国北部内陆省份，北起滨海塞纳省，西接奧恩省和卡爾瓦多斯省，南至厄尔-卢瓦省，东临瓦兹省、瓦兹河谷省和伊夫林省。
与潘泰维尔接壤的市镇（或旧市镇、城区）包括：卢维耶、阿基尼、厄德布维尔、勒梅尼勒茹尔丹、维龙韦。

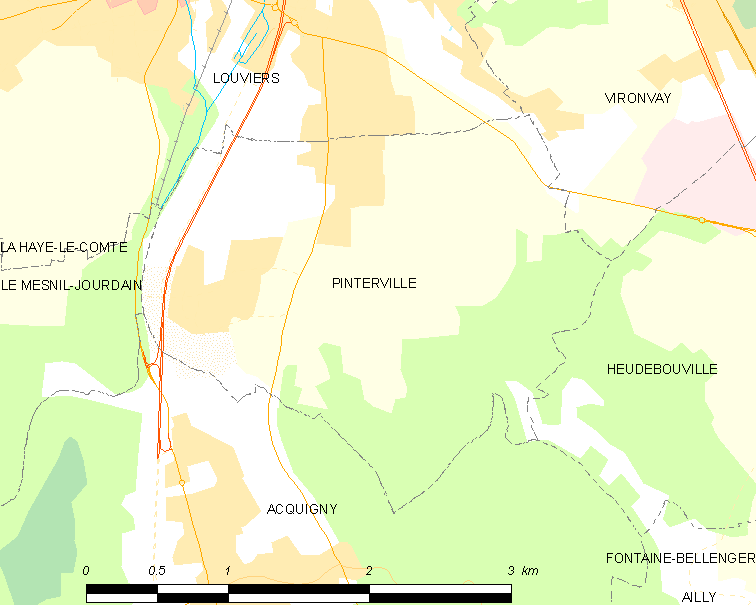
潘泰维尔的OSM定位图

潘泰维尔的时区为UTC+01:00、UTC+02:00（夏令时）。

## 行政
潘泰维尔的邮政编码为27400，INSEE市镇编码为27456。

## 政治
潘泰维尔所属的省级选区为蓬德拉尔什县。

## 人口

1962-2008年间潘泰维尔人口变化图示

潘泰维尔于2022年1月1日时的人口数量为805人。